# Sázava u Lanškrouna
Sázava (deutsch Zohsee, auch Zohsa, Zohsau, Elritzlich und 1304 Zasow sowie 1680 Zoose und 1681 Zoso) ist eine Gemeinde in Tschechien. Sie liegt im Pardubický kraj (Tschechien) östlich der Stadt Lanškroun am Lauf der Moravská Sázava und erstreckt sich ca. 2,5 km von Norden nach Süden. Sie gehörte historisch zum Schönhengstgau.

## Nachbarorte

Blick auf Sázava

Die angrenzenden Orte sind Albrechtice (Olbersdorf) und Žichlínek (Sichelsdorf).

## Geschichte
Der Ort wurde im Jahr 1304 unter dem Namen Zasow erstmals urkundlich erwähnt:

„(..) abgeleitet vom Flußnamen Sazava, der schon 1275 als aqua Zazauia (..) erwähnt wird (..) Sazava ist ein Adjektivbildung auf -ava, neutschechisch -avá, zum Hauptwort saze-Ruß, sazavý-rußfarben, schwarz (..)“

1304 wurde eine Schenkung von mehreren Orten im Jahre 1292 von König Wenzel II. an das von ihm gegründete Kloster Königssaal neu bestätigt. Im Jahre 1322 gab es im Ort zwei Mühlen im Besitz des Landskroner Erbvogts. Das Kloster trat 1358 unter anderem den Ort Zohsau (Zasow), da er weit entfernt war, als Eigentum an Johannes von Neumarkt, den Bischof von Naumburg, Leitomischl, Olmütz und Elekt von Breslau im Tausch gegen andere Besitzungen und Geld ab. Im Jahre 1508 und danach tauchte der Name der "Wüsten Zohsee" auf. Es ist unklar, was damit gemeint ist, da Sázava im 16. Jahrhundert vermutlich nicht „wüst“ lag. Die Bevölkerung des Dorfes litt stark unter den Folgen des Dreißigjährigen Krieges (1618 bis 1648) und der Rekatholisierung. Nach der letztgenannten waren die Bewohner ausschließlich römisch-katholischer Konfession und gehörten zum Landskroner Kirchensprengel und Dekanalamt.
Nach einer Inschrift einer Säule mit Pietà ließ Wenzelaus Reusler (Wenzel Rößler), der damals Erbrichter in Zohsee war, 1681 beziehungsweise ein Jahr nach der Pestepidemie von 1680 eine Kapelle zu unserer lieben Frauen erbauen. Vermutlich war es eine hölzerne Kapelle, die 1858 durch eine steinerne, dem Heiligen Prokop geweihte Kapelle, an gleicher Stelle ersetzt wurde. Auch ein hölzerner Glockenturm scheint vorher existiert zu haben, da die Glocke der Kapelle von 1858 angeblich aus dem Jahre 1542 stammte.

### Bevölkerungsentwicklung
Die Gemeinde war seit dem 13./14. Jahrhundert bis 1945/46 überwiegend von Deutschmährern bewohnt.

„Nach der Befundtabelle von 1718 hatte Zohsee ganze 23 Bauerngründe. Nach dem Ausweis vom Jahre 1728 waren (..) bereits 22 Häuser und 5 Inleute und 1789 achtzig Häusler vorhanden. 1837 bestand der Ort aus 106 Häusern mit 628 deutschen Einwohnern.“

Die deutschsprachige Bevölkerung wurde nach dem Zweiten Weltkrieg auf Grund der Beneš-Dekrete enteignet und vertrieben. Durch den Weltkrieg und die Vertreibung sank die Bevölkerungszahl des Dorfes von 489 Einwohnern (1930) beziehungsweise von 438 (1939) auf 369 im Jahr 1950 ab. Im Jahr 2014 gab es in Sázava 572 ständige Einwohner, im Jahr 2019 563. Die Einwohneranzahl stabilisiert sich demnach im 21. Jahrhundert nach den Kriegen in Richtung der Bevölkerungszahlen um 1869.

## Politik

### Gemeindevorsteher von 1850 bis 1945
- 18xx-1858: Wenzel Langer, Hausnummer 75
- 1858–1864: Wenzel Janisch, Hausnummer 12
- 1864–1870: Johann Langer der Ältere, Hausnummer 15
- 1870–1876: Karl Pelzl, Hausnummer 1
- 1876–1882: Franz Langer der Ältere, Hausnummer 45
- 1882–1894: Hubert Müller, Hausnummer 32
- 1894–1908: Franz Langer der Jüngere, Hausnummer 45
- 1908–1919: Franz Richter, Hausnummer 4
- 1919–1922: August Frank, Hausnummer 1
- 1922–1925: Karl Neugebauer, Hausnummer 104
- 1925–1939: Johann Langer, Hausnummer 74
- 1939–1945: Josef Langer, Hausnummer 75

## Sehenswürdigkeiten

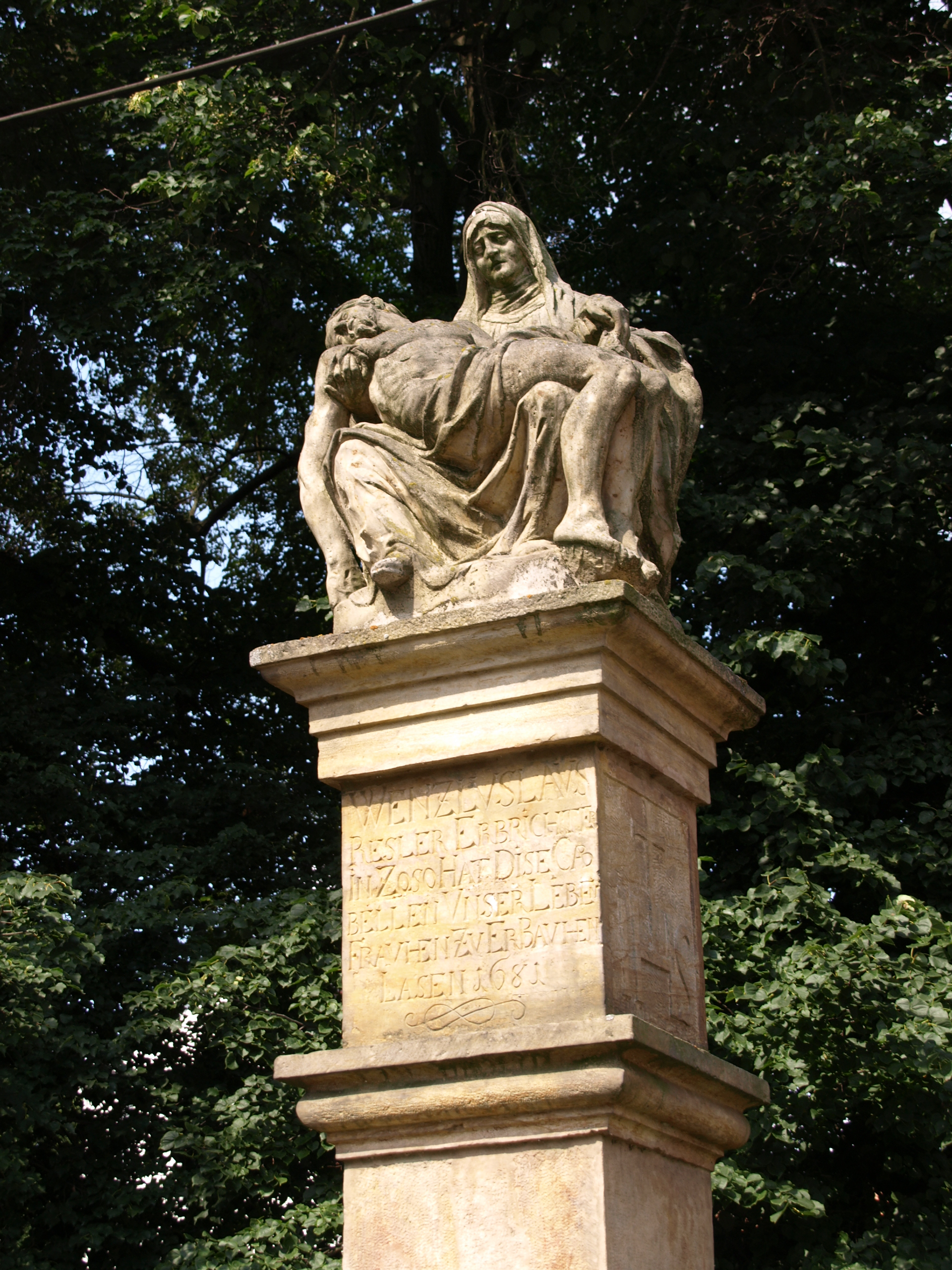
Säule mit Pietà in Zohsee neben der Kapelle mit der Inschrift:
WENZLVSLAVS RESLER ERBRICHTER IN ZOSO HAT DISE CABELLEN VUNSER LEBEN FRAVHEN ZU ERBAVHEN LASEN 1681

- Säule mit Pietà von 1681